# Asedio de Xerigordon
El asedio de Xerigordos en 1096, a menudo Xerigordon en la literatura histórica moderna, enfrentó a 6.000 alemanes de la Cruzada Popular bajo el mando de Reinald de Broyes contra los turcos comandados por Elchanes, general de Kilij Arslan, el sultán selyúcida de Rûm.El grupo de asalto cruzado capturó el fuerte turco de Xerigordos, a unos cuatro días de marcha de Nicea, en un intento de establecer un puesto de saqueo. Elchanes llegó tres días después y sitió a los cruzados. Los defensores no tenían suministro de agua y, después de ocho días de asedio, se rindieron el 29 de septiembre. Algunos de los cruzados se convirtieron al Islam, mientras que otros que se negaron fueron asesinados.

## Fondo
El ejército de la Cruzada Popular desembarcó en Asia Menor el 6 de agosto de 1096 y acampó en Helenópolis (Civetot/Civetote), al noroeste de Nicea, por entonces capital del sultanato selyúcida de Rûm. El joven sultán, Kilij Arslan I, se encontraba en medio de una campaña militar en el este, luchando contra el emirato de Danishmend.
Mientras esperaban al ejército principal de los cruzados, el ejército desorganizado comenzó a atacar las aldeas que rodeaban Nicea. El grupo de asalto regresó sin obstáculos muchas veces con su botín, en algún momento incluso derrotando a la guarnición de Nicea cuando esta intentó detenerlos. Reinald lideró a 6.000 germanos, incluidos 200 caballeros, en incursiones similares. Reinald no estaba satisfecho con los resultados del saqueo cerca de Nicea y se dirigió a Xerigordos, una fortaleza a cuatro días de marcha hacia el este, para establecer una base de saqueo. El 18 de septiembre de 1096, Reinald derrotó fácilmente a la guarnición de Xerigordos.
Kilij Arslan I ordenó a su general, Elchanes, que se ocupara de las incursiones de los cruzados con sus tropas, en su mayoría arqueros montados.

## Batalla
Elchanes llegó tres días después de que Reinald ocupara Xerigordos, el 21 de septiembre, y sitió a los cruzados con fuerza. La velocidad de las tropas montadas turcas sorprendió a los alemanes, que no esperaban ser sitiados y no estaban preparados ni con los suministros adecuados. Además, no había sistema de agua dentro de la fortaleza:
Los nuestros estaban tan angustiados por la sed, que sangraban sus caballos y asnos y bebían la sangre; otros bajaban sus cinturones y pañuelos a la cisterna y exprimían el agua en sus bocas; algunos orinaban en las manos ahuecadas de los otros y bebían; y otros cavaban la tierra húmeda y se tumbaban de espaldas y extendían la tierra sobre sus pechos para aliviar la excesiva sequedad de la sed.
Las fuerzas de socorro nunca llegaron. Algunos relatos mencionan que los turcos enviaron dos espías al campamento de los cruzados en Civetot para hacerles creer que Xerigordos todavía estaba a salvo, e incluso que Nicea había sido conquistada por Reinald. Otros relatos mencionan que los líderes cruzados en el campo de batalla fueron obligados por sus tropas a avanzar, pero no pudieron tomar la decisión hasta que llegaron noticias de la rendición de Xerigordos en octubre.
Durante ocho días, los cruzados resistieron la sed y la lluvia de flechas y humo de los turcos. Después, el líder de los germanos se ofreció a rendirse y luchar por los turcos. El fuerte se rindió el 29 de septiembre de 1096. Algunos de los cruzados que se convirtieron al Islam se convirtieron en esclavos, mientras que otros que se negaron a abandonar su fe fueron asesinados.
Existen varios relatos sobre el destino de Reinald. Algunos mencionan que fue asesinado al comienzo del asedio mientras intentaba tender una emboscada a la fuente de agua de los turcos frente a la fortaleza, otros que murió durante el asedio y uno que afirma que se convirtió al Islam.

## Secuelas
Kilij Arslan I ganó confianza y envió a su ejército a emboscar al ejército de la Cruzada Popular en la Batalla de Civetot en ruta a Nicea.